# Kenneth Söderman
Hans Kenneth Söderman, född 19 augusti 1957 i Stockholm, är en svensk skådespelare, främst känd från TV-serien Rederiet, i vilken han porträtterade Tony Sjögren. 

## Biografi
Söderman är uppvuxen i Hagsätra i södra Stockholm, men flyttade 1993 till Roslagen och startade där teater- och kursgården Busbacka. Söderman startade tillsammans med dåvarande sambo även Teater Galeasen år 1982 samt var med och grundade Barnens underjordiska scen (BUS) i Stockholm år 2000. Idag bor han åter i Stockholm.

## Filmografi (urval)
- 1989 – Ömheten
- 1990 – Jag skall bli Sveriges Rembrandt eller dö!
- 1992–2002 – Rederiet (TV-serie)
- 1993 – Kådisbellan
- 2009 – De halvt dolda (TV-serie)
- 1992 – Yasemin på flykt (TV-serie)

## Teater

### Roller (ej komplett)
| År   | Roll | Produktion                                            | Regi            | Teater          |
| ---- | ---- | ----------------------------------------------------- | --------------- | --------------- |
| 1984 |      | Största möjliga tystnad Rickard Günther och ensemblen | Rickard Günther | Teater Galeasen |
| 1985 |      | Fiasko Kamrat Rickard Günther och Bodil Lagerås       | Rickard Günther | Teater Galeasen |